# Cornouiller du Japon
Cornus kousa
Espèce
Classification APG III (2009)
Le Cornouiller du Japon (Cornus kousa ou Benthamidia kousa ou Yamaboushi ヤマボウシ en japonais), est un petit arbre originaire d'Asie.

## Description
C'est un arbre au port érigé pouvant mesurer jusqu'à 12 m de haut.
Ses feuilles simples opposées de 4 à 10 cm de long sont caduques.
L'arbre est très spectaculaire au moment de la floraison. Ses fleurs sont en fait des bractées blanches entourant de petites fleurs jaunes et vertes apparaissant juste après les feuilles au printemps. Une espèce qui lui ressemble beaucoup le Cornus florida   est lui protéranthe ; les fleurs apparaissent avant les feuilles, avec une floraison plus précoce.
Le fruit est une baie globulaire rose rouge de 2 à 4 cm comestible mais sans grand intérêt gustatif.

## Variétés
Il existe plusieurs variétés et cultivars :
- Cornus kousa 'China girl' : "Fleurs" (bractées) de 8 à 10cm ; fleurit abondamment et se colore de rouge en automne.
- Cornus kousa var. chinensis : Feuilles de 5 à 10 cm ; bractées de 4 à 6 cm. Originaire de Chine.

## Utilisation
Cette espèce est résistante à l'anthracnose des cornouillers, causé par le champignon  Discula destructiva. On l'utilise donc souvent comme arbre ornemental.

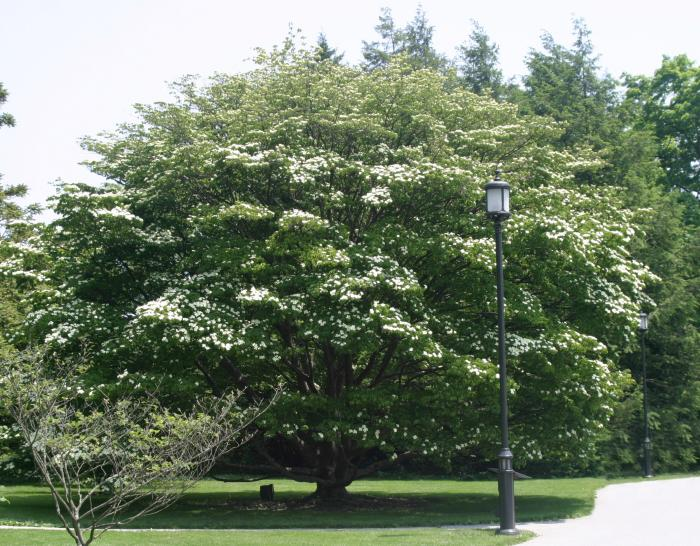
Cornouiller au Longwood Gardens
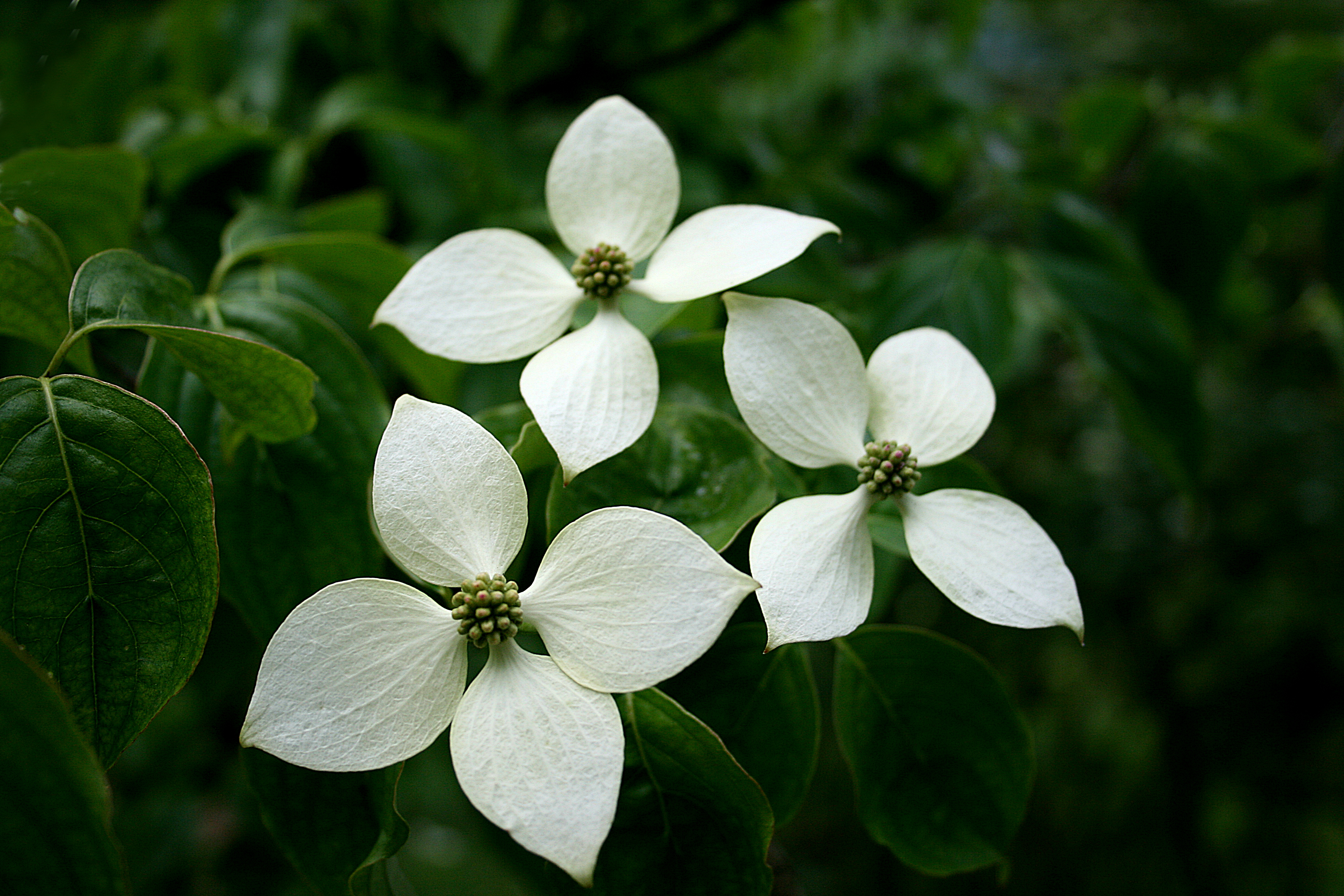
Fleurs du Kousa dogwood var. Chinensis
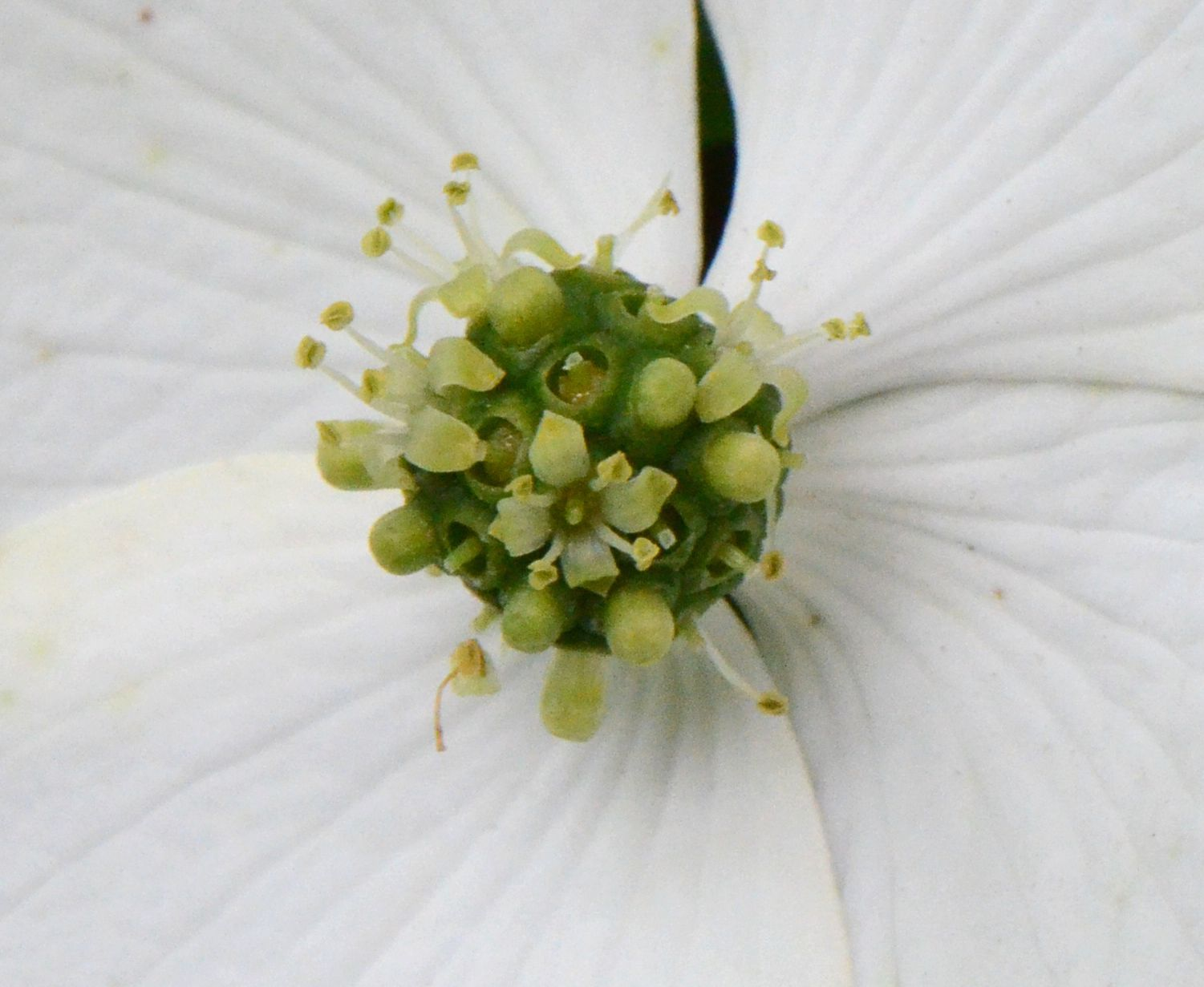
Fleur
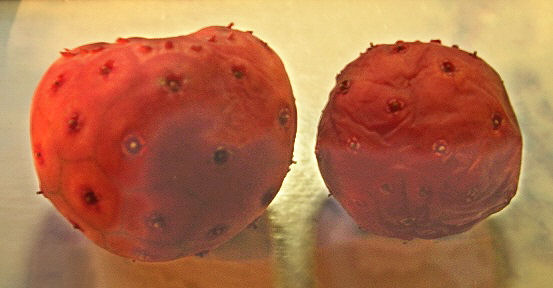
Fruit